# Synaphea interioris
Synaphea interioris är en tvåhjärtbladig växtart som beskrevs av Alexander Segger George. Synaphea interioris ingår i släktet Synaphea och familjen Proteaceae. Inga underarter finns listade i Catalogue of Life.